# Серриту
Серриту (порт. Cerrito) — муниципалитет в Бразилии, входит в штат Риу-Гранди-ду-Сул. Составная часть мезорегиона Юго-восток штата Риу-Гранди-ду-Сул. Входит в экономико-статистический микрорегион Пелотас. Население составляет 6929 человек на 2006 год. Занимает площадь 451,889 км². Плотность населения — 15,3 чел./км².

## История
Город основан в 1996 году.

## Статистика
- Валовой внутренний продукт на 2003 составляет 34 377 929,00 реалов (данные: Бразильский институт географии и статистики).
- Валовой внутренний продукт на душу населения на 2003 составляет 4962,89 реала (данные: Бразильский институт географии и статистики).
- Индекс развития человеческого потенциала на 2000 составляет 0,741 (данные: Программа развития ООН).

## География
Климат местности: умеренный.